# Ouches
Ouches ist eine französische Gemeinde mit 1.150 Einwohnern (Stand: 1. Januar 2022) im Département Loire in der Region Auvergne-Rhône-Alpes. Sie gehört zum Arrondissement Roanne und zum Kanton Renaison. Die Einwohner werden Ouchois genannt.

## Geographie
Die Gemeinde Ouches liegt etwa sieben Kilometer westsüdwestlich von Roanne. Umgeben wird Ouches von den Nachbargemeinden Pouilly-les-Nonains im Norden, Riorges im Nordosten, Villerest im Osten und Südosten, Lentigny im Süden und Südwesten, Saint-Alban-les-Eaux im Westen sowie Saint-André-d’Apchon im Nordwesten.

## Bevölkerungsentwicklung
| Jahr                       | 1962 | 1968 | 1975 | 1982 | 1990 | 1999 | 2006 | 2014 | 2022 |
| Einwohner                  | 448  | 523  | 753  | 929  | 1002 | 1015 | 1149 | 1149 | 1150 |
| Quellen: Cassini und INSEE |      |      |      |      |      |      |      |      |      |

## Sehenswürdigkeiten
- romanische Kirche Saint-Georges
- Rundturm als Rest der Burg Les Semur
- Schloss Les Ormes
- Schloss Origny